# نهج تربة الباي
نهج تربة الباي هو أحد أهم أنهج مدينة تونس العتيقة، ويفضي إلى شارع باب جديد، وتوجد به تربة البايات الحسينيين. ومن أهم معالمه أيضا الدار التي ولد فيها العلامة ابن خلدون والتابعة حاليا إلى المعهد الوطني للتراث وكذا مسجد القبة الذي يعود إلى القرن الخامس للهجرة/11م والذي درس فيه ابن خلدون خلال صباه.

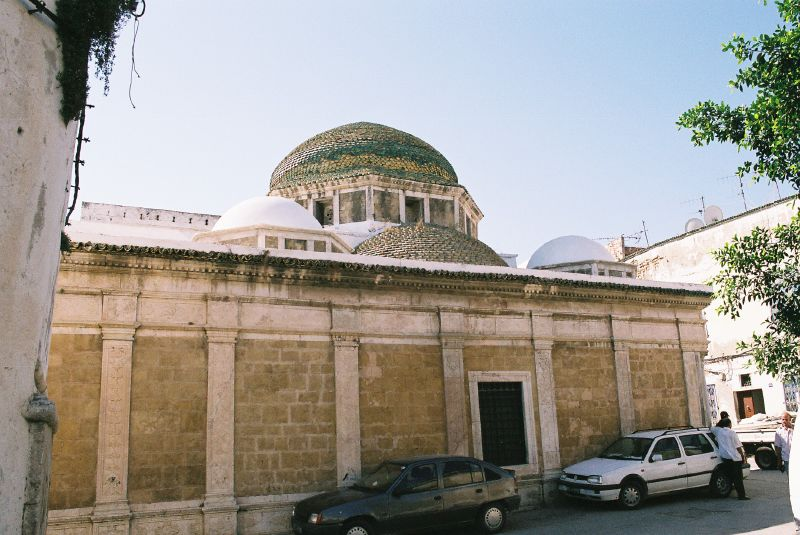
تربة الباي:منظر عام

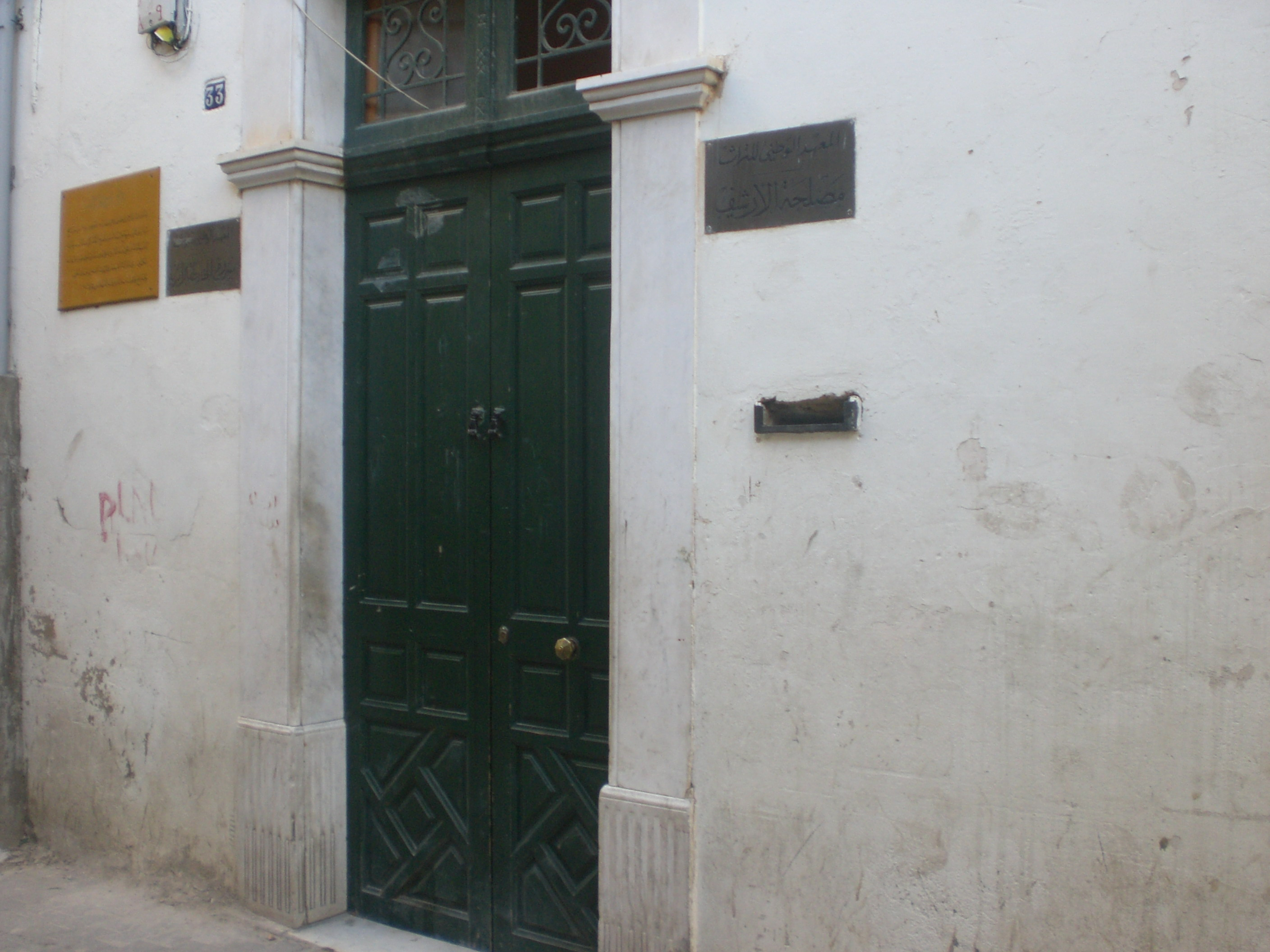
الدار التي ولد فيها ابن خلدون بنهج تربة الباي

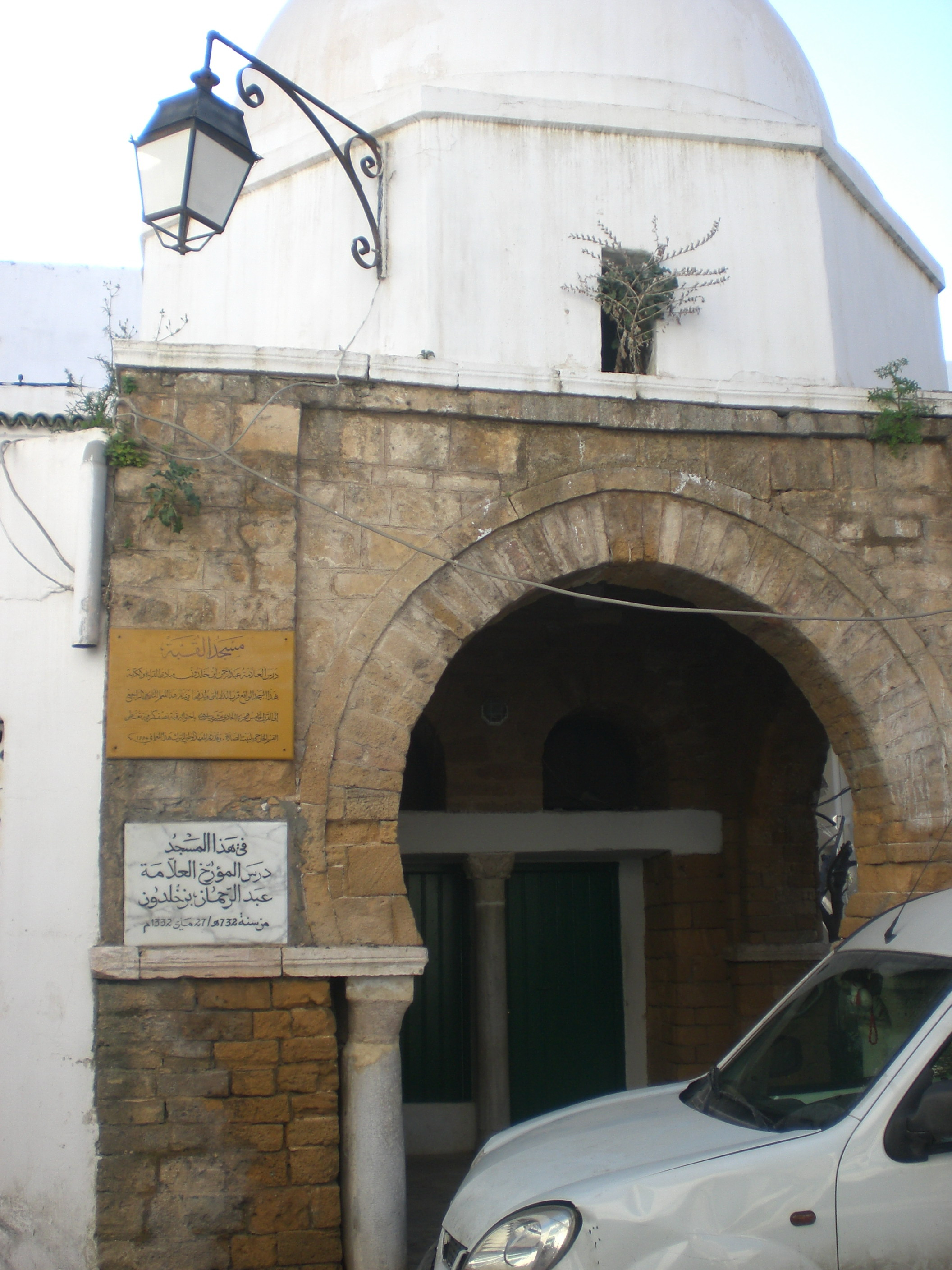
المسجد الذي درس فيه ابن خلدون خلال صباه بالعاصمة التونسية